# Tina Svensson
Tina Svensson (Levanger, 16 de novembro de 1966) é uma futebolista norueguesa. campeã olímpica

## Carreira
Foi medalhista olímpica de bronze pela seleção de seu país em 1996.